# Кубанка (Саратовская область)
Кубанка  — посёлок в Новоузенском районе Саратовской области России, в составе Дмитриевского сельского поселения. Посёлок расположен на левом берегу реки Большой Узень примерно в 17 км (по прямой) в северо-западном направлении от районного центра города Новоузенска.
Население - 115 (2010).

## История
Казённая деревня Кубанка (она же Красный Яр) упоминается в Списке населенных мест Самарской губернии, по сведениям 1889 года. Согласно Списку в Кубанке проживало 11 человек. Деревня относилась к Новоузенскому уезду. 
Согласно Списку населённых мест Самарской губернии 1910 года Кубанка относилась к Куриловской волости, здесь проживало 11 мужчин и 8 женщины, деревню населяли бывшие государственные крестьяне, малороссы.
В 1919 году в составе Новоузенского уезда населённый пункт включён в состав Саратовской губернии.

## Население
Динамика численности населения по годам:
| 1889 | 1910 | 2002 |
| ---- | ---- | ---- |
| 11   | 19   | 137  |

| 2002 | 2010 |
| ---- | ---- |
| 136  | ↘115 |